# Смолиці (Великопольське воєводство)
Смолиці (пол. Smolice) — село в Польщі, у гміні Кобилін Кротошинського повіту Великопольського воєводства.
Населення — 1137 осіб (2011).
У 1975-1998 роках село належало до Лешненського воєводства.

## Демографія
Демографічна структура станом на 31 березня 2011 року:
|          | Загалом | Допрацездатний вік | Працездатний вік | Постпрацездатний вік |
| -------- | ------- | ------------------ | ---------------- | -------------------- |
| Чоловіки | 553     | 107                | 393              | 53                   |
| Жінки    | 584     | 115                | 332              | 137                  |
| Разом    | 1137    | 222                | 725              | 190                  |